# Port lotniczy Saint-Brieuc – Armor
Port lotniczy Saint-Brieuc - Armor (IATA: SBK, ICAO: LFRT) – port lotniczy położony 7,5 km na północny zachód od Saint-Brieuc, w regionie Bretania, we Francji.